# Cleto da Costa Campelo Filho
Cleto da Costa Campelo Filho (Recife, 29 de dezembro de 1898 — 18 de fevereiro de 1926) foi o líder de um movimento político-militar brasileiro ligado ao tenentismo. 
Chegou ao Recife em 2 de fevereiro de 1926 com planos para formar um exército pernambucano e juntar-se à Coluna Prestes. Quinze dias após a sua chegada foi iniciada a Coluna Cleto Campelo, que saiu de Jaboatão e teve fim perto de Caruaru, logo após Campelo ter sido morto por um dos seus próprios homens em Gravatá.

## Biografia
Filho do contabilista Cleto da Costa Campelo e de sua esposa Maria Olímpia de Sousa, era o terceiro do nome, pois o avô chamava-se Cleto. Desde criança demonstrou vocação pela carreira militar. Fez o curso de humanidades no Liceu Pernambucano. Gostava de matemática e história. Em 1913 ingressou no 4º batalhão de Infantaria, no Recife, de onde partiu para cursar a Escola Militar de Realengo, no Rio de Janeiro. Naquele ano de 1916 concluiu o curso quando ainda tinha 18 anos. Baixo de constituição franzina, de olhos e cabelos claros, vestia-se modestamente. Muito determinado quando se decidia por alguma coisa. O nariz afilado e o queixo saliente destacavam-lhe a fisionomia. 
Franco e alegre, não admitia injustiças. Ao sair da Academia veio servir como aspirante no 21º Batalhão, no Recife. Sempre interessou-se pelas disputas políticas de seu tempo e o Recife da década de 20 não passava de fervente caldeirão de exaltações partidárias. A 6ª Região Militar também não ficava alheia às lutas das facções. Entrando em choque contra pessoas ligadas ao grupo dominante dos Pessoa de Queirós, viu-se Cleto Campelo, então 2º tenente, transferido em maio de 1922 para o 6º Batalhão, sediado em Goiás. Castigavam-no sem dobrá-lo. E por ter concedido, na passagem pelo Rio, entrevista ao Correio da Manhã, foi por 30 dias preso e recolhido à Fortaleza de Santa Cruz. A 31 de outubro, promovido a 1º tenente, revelava o quanto merecia aos superiores. 
No ano seguinte, a 20 de janeiro de 1923, casou-se por procuração com a namorada pernambucana Maria Fausta Sales, com a qual teve duas filhas, Maria Fausta e Maria Fábia Sales Campelo. Dois anos mais tarde, 1925, quando servia no 21º batalhão de Caçadores, no Recife, solidário aos colegas que, desde 1922, lutavam contra o governo e, a partir de 1924, varavam o interior do país esperando levantar em armas as populações rurais injustiçadas, Cleto Campelo procurou aliciar alguns camaradas nos quartéis da capital. Nada conseguiu e desertou. Preferiu destruir a carreira a sacrificar as aspirações. Partiu ao encontro do general Isidoro Dias Lopes, na Argentina. 
Tomando conhecimento dos planos, voltou clandestinamente a Pernambuco em aventurosa viagem, onde até foguista se tornou em navio costeiro. Tinha ordens de preparar o levante que apoiasse e servisse de suporte à coluna rebelada, quando esta cruzasse o sertão pernambucano. Falhou o levante e veio ele, chefiando pequeno grupo de companheiros civis e dois militares, para o interior, no dia 17 de fevereiro de 1926, tentar, lutando-se obrigado, juntar-se aos destacamentos da coluna, que o esperava em Buíque. Não passou de Gravatá. Tombou na cidade mais indiferente e menos preparada para recebê-lo. Ficou seu nome na rua principal. E em dezenas de outras pelo Brasil.
"Só merece a liberdade quem tem a coragem de lutar por ela" (Cleto Campelo)
O ano de 1926, em Pernambuco, foi marcado pela morte do Tenente Cleto Campelo a 18 de fevereiro. Naquele mesmo período, outros acontecimentos de destaque foram: - a chegada da Coluna Prestes ao Estado pelo Vale do Pajeú no dia 1º de fevereiro 